# Cortyta puengleri
Cortyta puengleri là một loài bướm đêm trong họ Erebidae.